# Esperanza et ses saints
Pour plus de détails, voir Fiche technique et Distribution.
Esperanza et ses saints (Santitos) est un film mexicain réalisé par Alejandro Springall, sorti en 1999.

## Synopsis
Après avoir eu une vision de Saint-Jude, Esperanza par à la recherche de sa fille.

## Fiche technique
- Titre : Esperanza et ses saints
- Titre original : Santitos
- Réalisation : Alejandro Springall
- Scénario : María Amparo Escandón
- Musique : Carlo Nicolau et Rosino Serrano
- Photographie : Xavier Grobet
- Montage : Anthony Cerniello et Carol Dysinger
- Production : Maite Argüelles, Daniel Andreu-von Euw, Maggie Renzi et Alejandro Springall
- Société de production : C.O.R.E. Digital Pictures, Cinematografica Tabasco, Goldheart Pictures, MACT Productions et Springall Pictures
- Pays :  Mexique
- Genre : Comédie dramatique
- Durée : 105 minutes
- Dates de sortie : 
  -  Mexique : 8 octobre 1999 (Mexico)
  -  France : 10 janvier 2001

## Distribution
- Dolores Heredia : Esperanza
- Demián Bichir : Cacomixtle
- Alberto Estrella : Ángel
- Roberto Cobo : Mme. Trini
- Roger Cudney : Scott Haines
- Mónica Dionne : La Morena
- Juan Duarte : Fidencio
- Felipe Ehrenberg : Alto
- Ana Bertha Espín : Soledad
- Edwarda Gurrola : Paloma
- Pilar Ixquic Mata : La Flaca
- Paco Morayta : Don Arlindo
- Regina Orozco : Vicenta Cortés
- Darío T. Pie : César
- José Sefami : Dr. Ortiz
- Maya Zapata : Blanca

## Accueil
Le film a reçu un accueil favorable de la critique. Il obtient un score moyen de 68 % sur Metacritic.